# John Osborne
|  | Per a altres significats, vegeu «Osborne». |

John Osborne (Fulham, Londres, 1929 - Shropshire, 1994) va ser un dramaturg anglès, autor d'una trentena d'obres. També va escriure per al cinema i la televisió. Amb l'estrena de Look Back in Anger l'any 1956, Osborne es va consagrar com a autor dramàtic i com senyera d'una generació literària: la dels Joves Irats. L'any 1958, l'actor Richard Burton en va protagonitzar la versió cinematogràfica.

## Trajectòria
Després d'estudiar al Col·legi Belmont de Devon, que acabaria odiant, John Osborne va treballar un temps com a periodista y posteriorment com a actor en diverses companyies. Juntament amb l'actriu Stella Linden va escriure amb poc més de vint anys la seva primera obra: The Devil Inside Him (1950). L'estrena el 1956 de Look Back in Anger, representada a Londres per la English Stage Company, va suposar la seva consagració com a dramaturg.
Escrita en només disset dies y qualificada de «millor obra teatral de la dècada» pel crític britànic Kenneth Tynan, Look Back in Anger feia pujar per primer cop a l'escenari els joves que no havien viscut la Segona Guerra Mundial. El personatge principal, Jimmy Porter, treballa en un mercat ambulant malgrat l'educació rebuda, i expressa la seva frustració amb violentes diatribes contra la inèrcia social i l'ordre establert. El director Tony Richardson en va firmar una adaptació cinematogràfica (1959) interpretada per Richard Burton y Mary Ure, la segona esposa de Osborne.
Completament allunyada dels drames i comèdies de l'època, sovint ambientats a la classe alta i preocupats sobre tot per la perfecció formal, Look Back in Anger es defineix, ben al contrari, pel cru realisme amb què retrata les noves classes mitjanes, i és considerada la peça inaugural de un nou moviment, el dels Joves Irats, que no va ser només teatral, sinó cultural i artístic; en van ser partícips crítics, poetes, novel·listes (Alan Sillitoe, Kingsley Amis), cineastes (Karel Reisz, l'esmentat Tony Richardson) i altres dramaturgs com ara John Arden y Arnold Wesker.
De la resta de la seva producció cal destacar The Entertainer (1957), protagonitzada per un còmic en decadència y portada també a la gran pantalla per Richardson el 1959, y Luther (1961), un drama històric sobre el líder de la reforma protestant Martí Luter, de qui en subratllà la rebel·lia. Una nova col·laboració amb el director Tony Richardson, per a qui va escriure el guió de Tom Jones (1963), li va valer l'Oscar al millor guió adaptat de la Acadèmia de Hollywood. Emocionalment inestable, casat en cinc ocasions, aficionat al alcohol i al tabac, Osborne va deixar testimoni de la seva agitada existència en els volums autobiogràfics A Better Class of Person (1981) i Almost a Gentleman (1991), on no va estar-se de criticar la seva família i la mediocritat de l'entorn en què es va formar.

## Obra dramàtica
- Look Back in Anger (Amb la ràbia al cos, 1956)
- The Entertainer (L'animador, 1957)
- Epitaph for John Dillon (Epitafi per John Dillon, 1958)
- The world of Paul Slickey (El món de Paul Slickey, 1959)
- Luther (Luter, 1961)
- A Patriot for Me (Un bon patriota, 1965)
- Inadmissible Evidence (Prova inadmissible, 1965)
- West of Suez (A l'oest de Suez, 1971)
- Jill and Jack (Jill i Jack, 1974)

## Autobiografia
- A Better Class of Person (Una classe millor de persona, 1981)

- Almost a Gentleman (Gairebé un cavaller, 1991).

## Traduccions al català
- Amb la ràbia al cos / de John Osborne; traducció i pròleg de Joaquim Mallafrè. Barcelona: Institut del Teatre de la Diputació de Barcelona: Edicions del Mall, 1986. ISBN 847456347X.